# Paranoid (Lied)
Paranoid ist ein Lied der britischen Heavy-Metal-Band Black Sabbath, das auf ihrem zweiten Album Paranoid von 1970 zu hören ist. Es ist die erste Single aus dem gleichnamigen Album. Auf der B-Seite wurde das Lied The Wizard veröffentlicht. Die Single erreichte Platz vier in den britischen Singlecharts und Platz 61 in den Billboard Hot 100.

## Hintergrund
Paranoid war die erste Single-Veröffentlichung von Black Sabbath, die sechs Monate nach der Veröffentlichung ihres selbstbetitelten Debütalbums erschien. Black-Sabbath-Bassist Geezer Butler sagte in der Zeitschrift Guitar World im März 2004:

„Ein Großteil des Paranoid-Albums wurde um die Zeit unseres ersten Albums, Black Sabbath, geschrieben. Wir haben das Ganze in etwa zwei oder drei Tagen aufgenommen, live im Studio. Der Song Paranoid wurde eigentlich als nachträglicher Einschub geschrieben. Wir brauchten im Grunde einen Drei-Minuten-Füller für das Album. Tony kam mit dem Riff. Ich schrieb schnell den Text, und Ozzy sang ihn, während er ihn las, live bei der Studioaufnahme ins Mikrofon.“

Auf den vorliegenden Textblättern des Songs trug Paranoid zuerst den Titel The Paranoid.
Paranoid wurde schließlich auch der Name des Albums. Etwas ungewöhnlich ist, dass das Wort „Paranoid“ nicht im Text des Songs vorkommt. Ursprünglich sollte das Album War Pigs heißen, nach dem gleichnamigen Song der Band, aber die Plattenfirma überredete sie, stattdessen Paranoid zu verwenden, weil der Titel weniger anstößig war.
Der Musiksender VH1 wählte Paranoid auf Platz 34 der 40 besten Metal-Songs. Im März 2005 platzierte das englische Q-Magazine Paranoid auf Platz elf in seiner Liste der 100 besten Gitarren-Tracks. Die Zeitschrift Rolling Stone platzierte ihn auf Platz 250 ihrer Liste der 500 besten Songs aller Zeiten. Paranoid wurde von der Zeitschrift Rock – Das Gesamtwerk der größten Rock-Acts – als fünftbester Black-Sabbath-Song eingestuft.

## Besetzung
- Ozzy Osbourne – Gesang
- Tony Iommi – Lead-Gitarre
- Geezer Butler – E-Bass
- Bill Ward – Schlagzeug

## Veröffentlichungen
- 7" Single (Vertigo 6059 010)

1. Paranoid – 2:45
2. The Wizard – 4:20

- 7" Single (Vertigo 6059 014)

1. Paranoid – 2:50
2. Rat Salad – 2:30

- 7" 1977 Single, Wiederveröffentlichung (Immediate 103 466)

1. Paranoid – 2:50
2. Evil Woman – 3:25

- 7" 1977 Single, Wiederveröffentlichung (Nems SRS 510.044)

1. Paranoid – 2:50
2. Tomorrow’s Dream – 3:11

- 7" 1980 Single, Wiederveröffentlichung (Spiegelei INT 110.604)

1. Paranoid – 2:45
2. Snowblind – 5:25

## Auszeichnungen
| Publikation                | Land           | Auszeichnung                                                           | Jahr | Platz |
| -------------------------- | -------------- | ---------------------------------------------------------------------- | ---- | ----- |
| NME                        | Großbritannien | „All Time Top 100 Singles“                                             | 1976 | 41    |
| Spin                       | USA            | „100 Greatest Singles of All Time“                                     | 1989 | 81    |
| Radio Veronica             | Niederlande    | „Super All-Time List“                                                  | 1989 | 16    |
| Rock and Roll Hall of Fame | USA            | „The Rock and Roll Hall of Fame’s 500 Songs that Shaped Rock and Roll“ | 1994 | *     |
| Guitarist                  | Großbritannien | „Top 100 Guitar Solos of All-Time“                                     | 1998 | 84    |
| Rolling Stone              | USA            | „500 Greatest Songs of All Time“                                       | 2004 | 250   |
| Q                          | Großbritannien | „1010 Songs You Must Own!“                                             | 2004 | *     |
| Q                          | Großbritannien | „100 Greatest Guitar Tracks Ever!“                                     | 2005 | 11    |
| Q                          | Großbritannien | „100 Greatest Songs of All Time“                                       | 2006 | 100   |
| VH1                        | USA            | „40 Greatest Metal Songs“                                              | 2006 | 1     |
| VH1                        | USA            | „100 Greatest Hard Rock Songs“                                         | 2008 | 4     |

(*) Platz nicht angegeben.

## Kommerzieller Erfolg

### Chartplatzierungen
| ChartsChartplatzierungen       | Höchstplatzierung | Wochen |
| ------------------------------ | ----------------- | ------ |
| Deutschland (GfK)              | 1 (16 Wo.)        | 16     |
| Österreich (Ö3)                | 3 (24 Wo.)        | 24     |
| Schweiz (IFPI)                 | 2 (12 Wo.)        | 12     |
| Vereinigte Staaten (Billboard) | 61 (8 Wo.)        | 8      |
| Vereinigtes Königreich (OCC)   | 4 (30 Wo.)        | 30     |

| ChartsJahrescharts (1971) | Platzierung |
| ------------------------- | ----------- |
| Österreich (Ö3)           | 7           |

### Auszeichnungen für Musikverkäufe
| Land/Region                  | Auszeichnungen für Musikverkäufe (Land/Region, Auszeichnung, Verkäufe) | Verkäufe  |
| ---------------------------- | ---------------------------------------------------------------------- | --------- |
| Dänemark (IFPI)              | Platin                                                                 | 90.000    |
| Deutschland (BVMI)           | Platin                                                                 | 600.000   |
| Griechenland (IFPI)          | Platin                                                                 | 20.000    |
| Italien (FIMI)               | Platin                                                                 | 50.000    |
| Neuseeland (RMNZ)            | 3× Platin                                                              | 90.000    |
| Polen (ZPAV)                 | Gold                                                                   | 25.000    |
| Portugal (AFP)               | 2× Platin                                                              | 20.000    |
| Spanien (Promusicae)         | Gold                                                                   | 30.000    |
| Vereinigtes Königreich (BPI) | 2× Platin                                                              | 1.200.000 |
| Insgesamt                    | 2× Gold · 11× Platin ·                                                 | 2.125.000 |

## Nachwirkungen

### Soundtracks
Die Originalaufnahme von Black Sabbaths Paranoid wurde mehrfach in verschiedenen Filmen und Fernsehsendungen verwendet, darunter:
- Sid und Nancy[30]
- Dazed and Confused[31]
- Chicks[32]
- An jedem verdammten Sonntag[33]
- Almost Famous[34]
- Sie waren Helden[35]
- Angry Birds
- Suicide Squad
- Kong: Skull Island
- CHiPs[36]
- Bad Cat

Der Song wurde auch in den Computerspielen Rock & Roll Racing, Guitar Hero 3: Legends of Rock, Madden NFL 10, WWE 2K17 und Dave Mirra Freestyle BMX 2 verwendet.

### Coverversionen
Die Fun-Punk-Band The Dickies veröffentlichte 1978 eine Up-tempo-Version von Paranoid, die sich in den britischen Singlecharts platzierte.
Das Lied wurde von der Industrial-Rock-Gruppe Clay People für das 1993 veröffentlichte Album Shut Up Kitty gecovert, das von verschiedenen Künstlern zusammengestellt wurde.
Soft Cell coverten das Lied Paranoid bei ihren frühen Live-Shows, bevor sie ihr eigenes Debütalbum veröffentlichten; eine Demoaufnahme des Covers von Soft Cell wurde 2005 auf ihrem Kompilationsalbum, The Bedsit Tapes, veröffentlicht.
Eine Liveversion von Doctor and the Medics wurde 1986 auf ihrer 12-Zoll-Single Burn veröffentlicht.
Eine deutsche Version aus dem Jahr 1971, teils mit einer Hammondorgel als Leadinstrument, gibt es vom Duo Cindy & Bert unter dem Titel Der Hund von Baskerville, das textlich an Arthur Conan Doyles Roman angelehnt ist.
Außerdem coverte die Band Type O Negative den Song auf ihrem Album The Origin of the Feces.
Adam Wakeman, der Keyboarder von Black Sabbath, gründete die Band Jazz Sabbath, um die Songs von Black Sabbath in Jazz-Versionen zu covern, etwa das Stück Paranoid auf dem Album Vol.2 von 2022.